# 加利福尼亞州律師公會

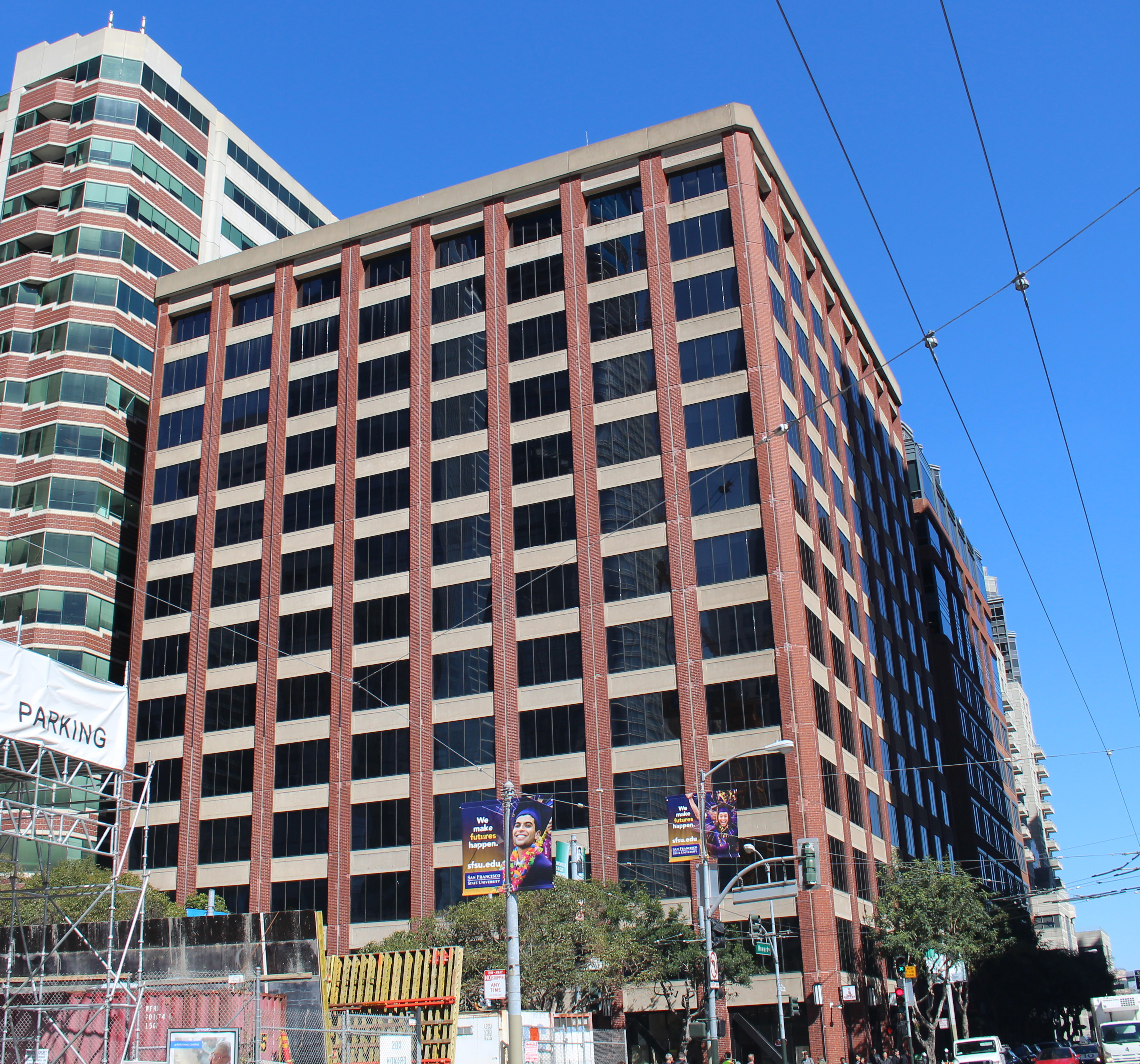
加州州律師公會主要辦公室位於舊金山的這棟大樓的幾個樓層.

加利福尼亞州律師公會（英語：State Bar of California、加州律師公會）為美國加利福尼亞州的官方律師執業證照認證規範機構，屬於強制性的州律師公會。加州律師公會負責辦理律師執業證照申核、調查律師專業上不端行為的投訴，以及規定適當的律師守則。加州律師公會直接對加利福尼亞州最高法院負責。所有律師執業證照的核可、與律師執業資格的取消，均根據加州律師公會的建議而發布，然後由加州最高法院循例批准。
加州律師公會於1927年7月29日依法成立，當時州律師公會的法案即刻生效。:xiii–xix而且加州律師公會是美國最大的公會，截至2015年2月，共有253,306名活動的會員，其中183,763人處於活躍狀態。公會的總部位於舊金山，在洛杉磯及沙加緬度均設有分部。

## 參閱
- 加利福尼亚州最高法院
- 洛杉磯郡律師公會
- 舊金山律師公會
- 加利福尼亞州刑法（英语：California criminal law）(加州刑法)

## 外部連結
- Official website（页面存档备份，存于）